# Jens Nilsson (fotbollsspelare)
Jens Peter Nilsson, född 30 juli 1972, är en svensk fotbollstränare och före detta fotbollsspelare. Nilsson har spelat för både IFK Norrköping och Kalmar FF i allsvenskan, och är utanför Kalmar mest känd för sitt hattrick borta mot Djurgårdens IF i Kalmartröjan i Fotbollsallsvenskan 1999.

## Spelarkarriär
Nilsson började med pojklagsfotboll i Kalmar FF redan vid 7 års ålder. Han kom sedan att vara Kalmar FF trogen nästan hela sin spelarkarriär, utöver kortare utflykter i IFK Norrköping och Nybro IF.
Jens Nilsson var Kalmar FF:s bästa målskytt i seriespel åren 1990, 1993, 1994 och 1998. Totalt gjorde Nilsson 44 allsvenska matcher, 150 matcher i dåvarande division 1 (motsvarande Superettan) och 14 pojk- och juniorlandskamper.

## Tränarkarriär
Efter avslutad spelarkarriär har Nilsson nått stora framgångar som ungdomstränare i Kalmar FF och är för närvarande föreningens tekniska chef (engelska: technical director) med huvudansvar för spelarutbildning från akademi till a-lag.
Inför slutomgången av allsvenskan 2019 fick Nilsson ta över som tillfällig huvudtränare för Kalmar FF:s a-lag efter att Magnus Pehrsson avgått. Nilsson kunde inte hindra Kalmar från att hamna på negativt kval, men ledde KFF till seger i det allsvenska kvalet mot IK Brage.

## Meriter
Sverige
- U17-landskamper/mål: 3/0
- U19-landskamper/mål: 5/0

 IFK Norrköping
Allsvenskan: 1992
 Kalmar FF
Superettan: 2003

Superettan: 2001

### Individuellt
- Smålands bästa fotbollsspelare 1998[8]

### Webbsidor
- https://www2.svenskfotboll.se/landslag/landslagsdatabas/landslagsspelare/?fplid=24fc436f-18e1-4409-b05a-cffd9315b76d
- https://kalmarff.se/trupp/a-laget/jens-nilsson/
- https://www.transfermarkt.com/jens-nilsson/leistungsdatenDetail/trainer/23909
- http://www.barometern.se/sport/sa-tanker-kff-tranaren-infor-avgorandet-pa-hemmaplan/
- https://www.fotbollskanalen.se/allsvenskan/tv-kff-anfallare-sankte-brage---smalandslaget-med-ena-benet-i-allsvenskan-2020/